# Patalene epionata
Patalene epionata là một loài bướm đêm trong họ Geometridae.